# Merano
Merano (IPA: /meˈrano/, topónimo en italiano) o Meran ([ˌmeːˈʁɑːn] topónimo en alemán; Maran [maˈraŋ] en ladino) es una comuna italiana en la que viven aproximadamente 42.000 personas. Está situada en chef-lieu de la comunidad del Burgraviato, en la provincia autónoma de Bolzano, en Trentino-Alto Adigio.

## Geografía física

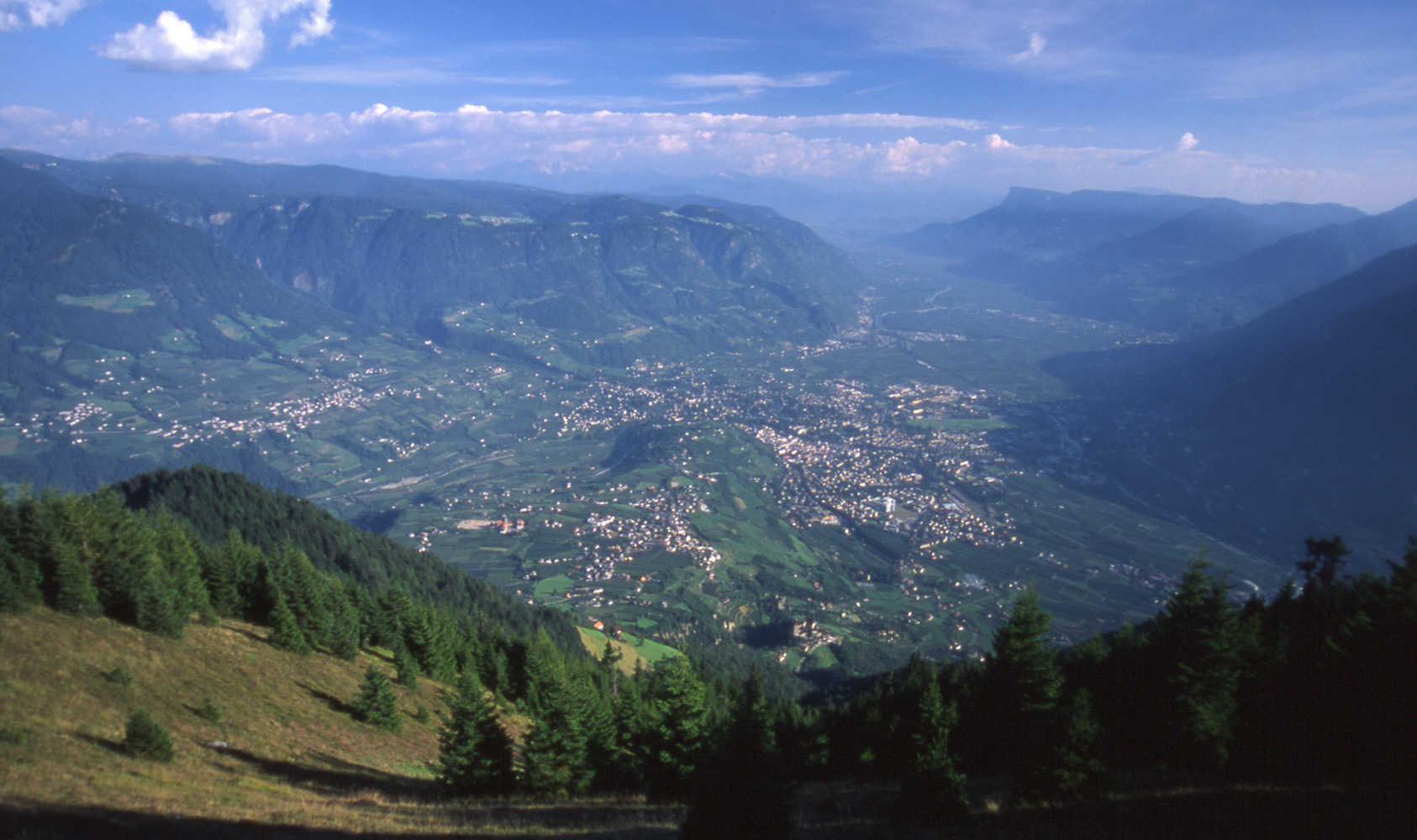
Vistas de la montaña sobre la ciudad

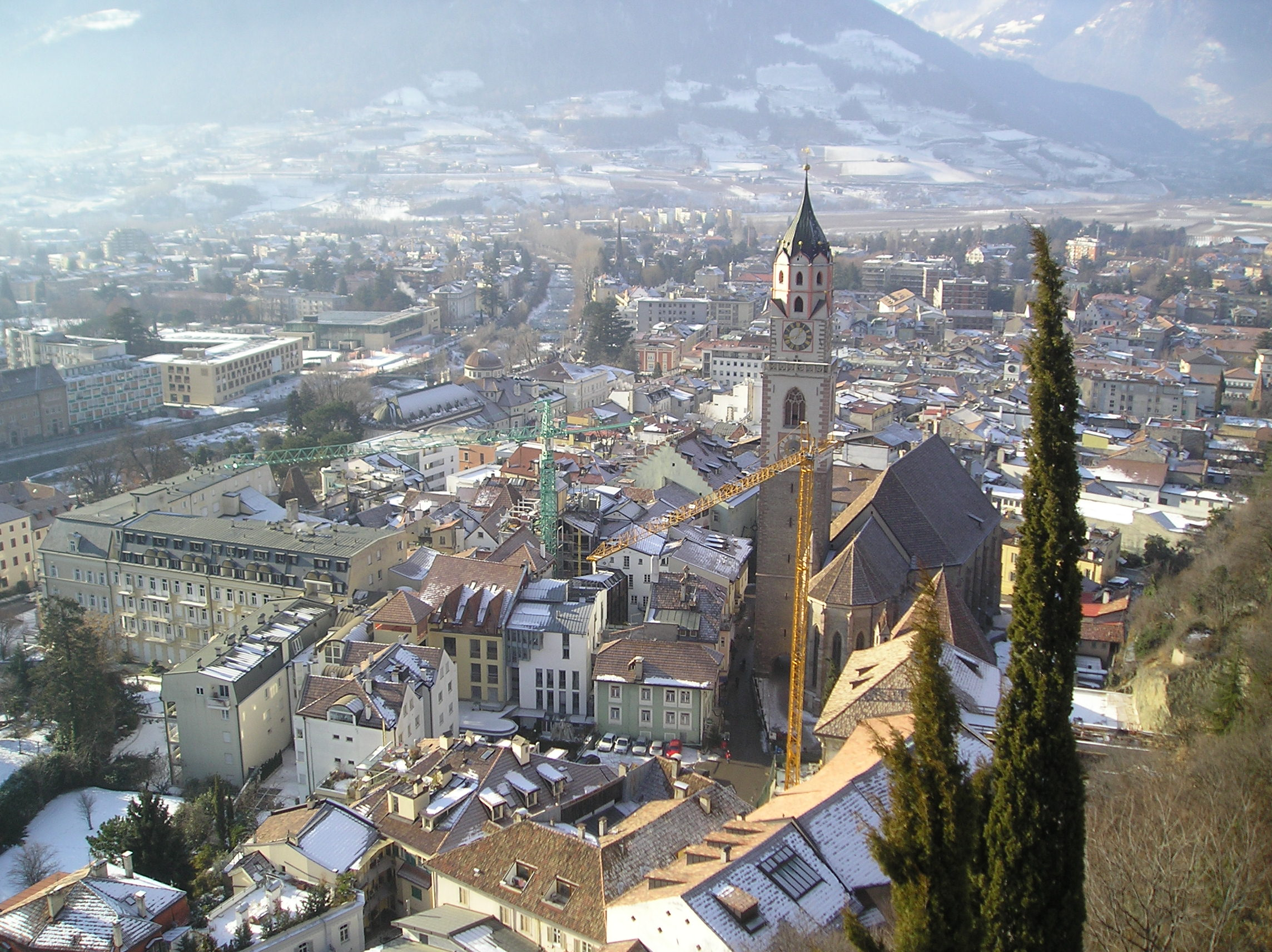
Vista del centro de la ciudad en invierno. Pueden verse las cumbres y laderas nevadas al fondo de la imagen.

### Territorio
Es la capital del distrito de Burgraviato. está rodeada de montañas (1500-3330 m) y se encuentra en un valle que conecta con el principio de cuatro valles importantes: Val Venosta, Val Passiria, Val d'Adige y Val d'Ultimo.
Atravesada por el arroyo Passirio que desemboca en el río Adigio, se encuentra en las laderas del Grupo Tessa (de hasta 3.480 m de altitud, frontera con Austria) y del Altiplano del Salto (con cumbres de hasta 2800 m). Merano está a 30 km de la capital de la provincia, Bolzano, con la que está conectada por una autopista de 4 carriles, conocida como "MeBo", y por una línea de ferrocarril. A su Oeste comienza el Valle de Venosta, con el ferrocarril de Vinschgau. En el Suroeste el Val d'Ultimo y en el Noroeste el Val Passiria.
En las afueras de Merano se encuentra el pueblo y el castillo de Tirolo (Dorf Tirol, Schloss Tirol) del que toma el nombre la histórica región del Tirol.

### Turismo
Considerado como un balneario desde el siglo XIX, Merano se orientó inicialmente hacia el turismo de la tercera edad, gracias a su clima suave y su tranquilidad. En el siglo XX, y en particular en los dos últimos decenios, esta tendencia ha cambiado gracias a una oferta más variada y a la llegada del turismo nacional e internacional, que ha alcanzado y superado al de los países de habla alemana, lo que hace que la edad media de sus visitantes sea considerablemente inferior.

## El origen del nombre
El topónimo está atestiguado como Mairania en 857, como Meran en 1242 y como stat ze Meran en 1317 ("ciudad de Merano"). Desde el siglo XV ha prevalecido la forma auf der Meran. El topónimo es un predial derivado de Marius + anum, como lo atestiguan muchos otros ejemplos italianos; el e se explica fácilmente como -arj- > -ajr- > -er-; la forma alemana Meran, por el acento no representado, refleja una germanización bastante reciente.

## Historia

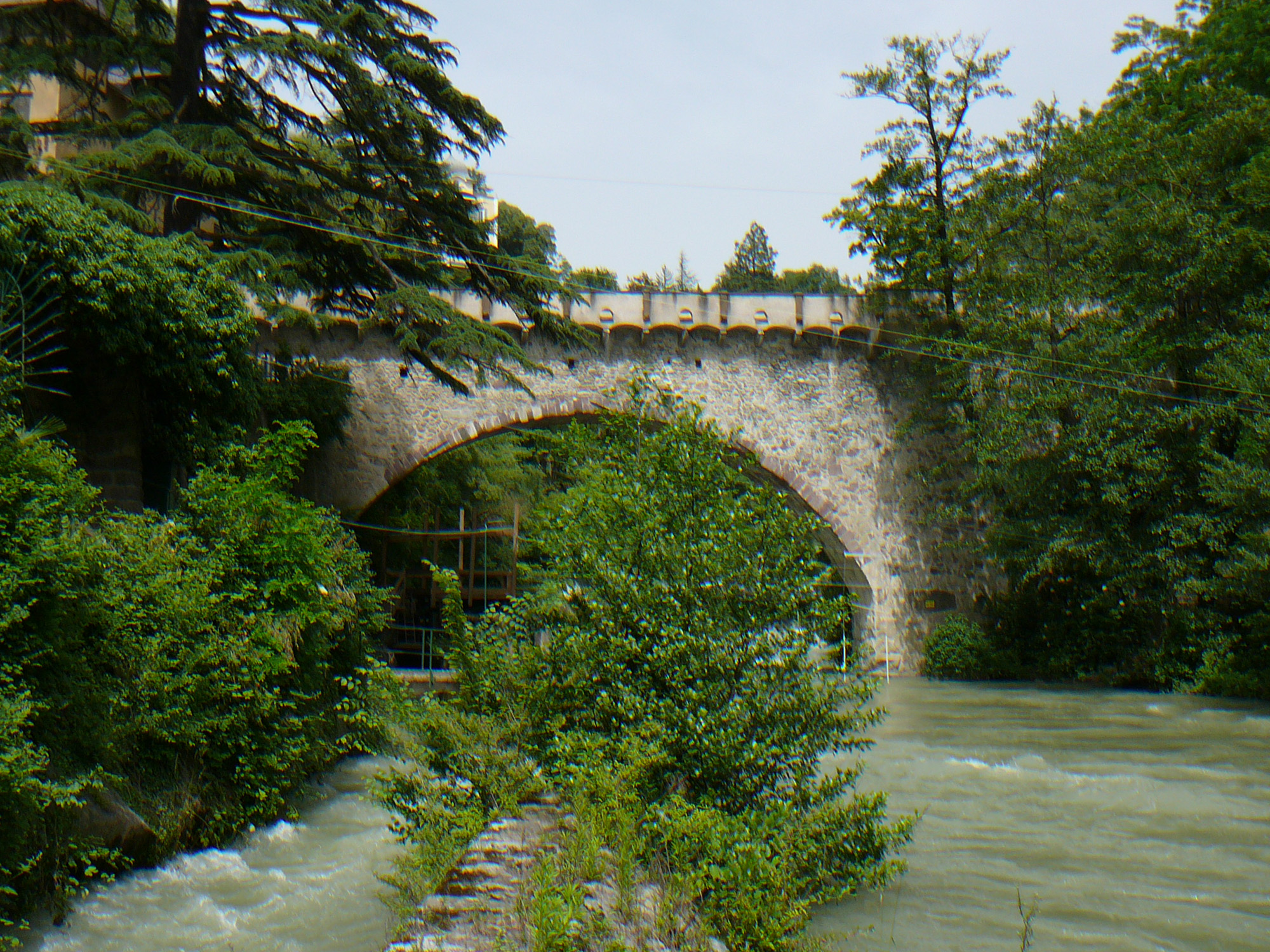
Steinerner Steg (Puente de piedra) en Merano.

La región estaba habitada desde el III milenio a. C., como muestra la presencia de menhires y otros hallazgos. La historia de la ciudad en sí comenzó en el año 15 a. C. cuando los romanos ocuparon el valle del Adigio fundando un campamento militar, Castrum Majense. Merano fue elevado al rango de ciudad durante el siglo XIII. Fue la capital del Condado del Tirol desde 1418 hasta 1848. 

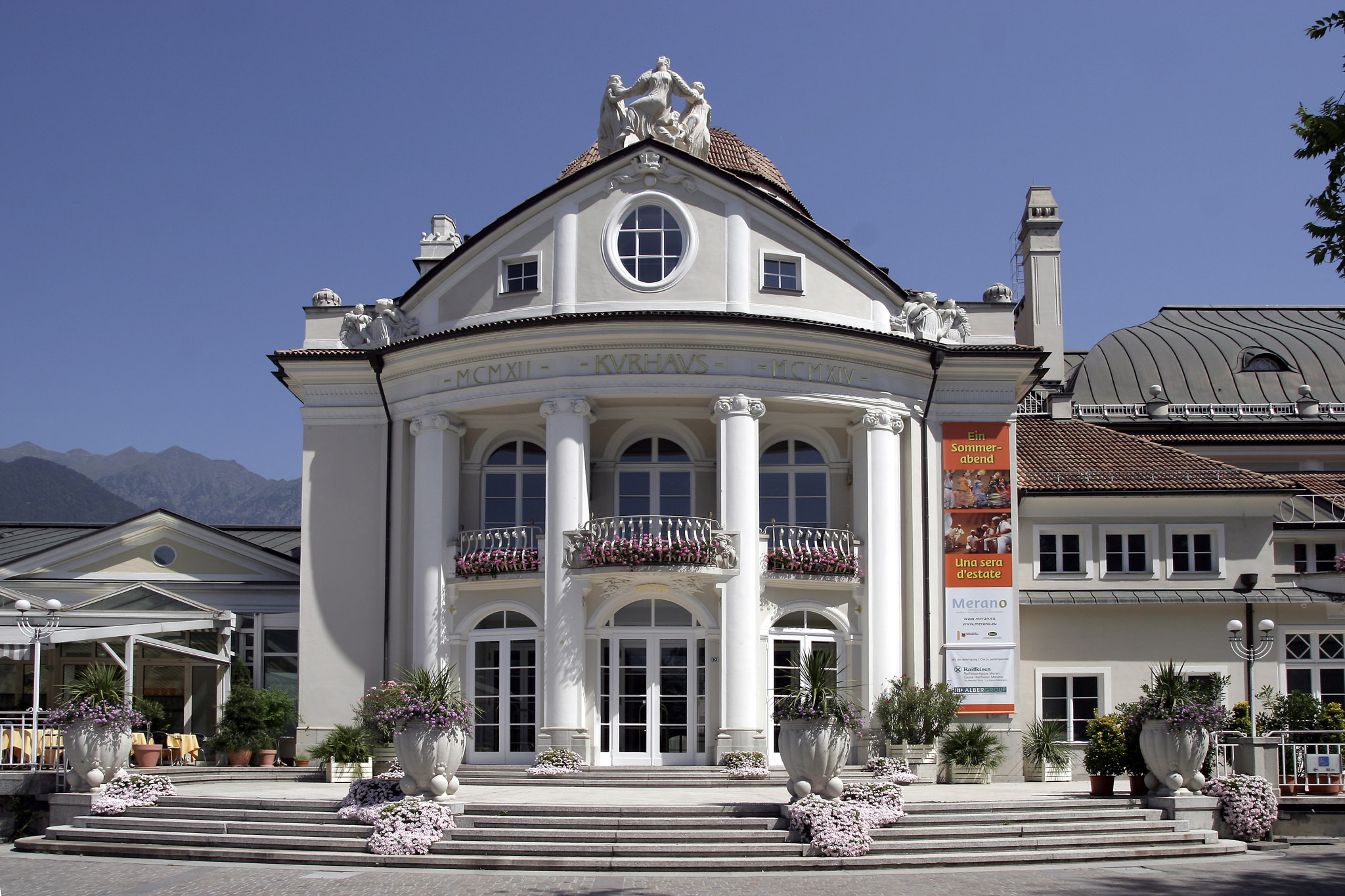
Kurhaus o salón balneario en Merano.

Después de que el condado se entregase a los Habsburgo en 1363 tras la abdicación de la condesa Margarita Maultasch del Tirol, en 1420 Federico IV trasladó la corte a Innsbruck. Con ello Merano perdió su posición predominante y casi toda su importancia como un motor económico en las vías que conectaban Italia con Alemania. La importante ceca también se trasladó a Hall en 1577. 
La lucha tirolesa por la libertad de 1809 atrajo de nuevo la atención a Merano. Ese año, en el monte de Merano (al. Küchelberg) sobre la ciudad, los tiroleses lograron una victoria frente a las tropas francesas y bávaras.
En el curso del siglo XX la ciudad se volvió un importante centro turístico de fama mundial.
Después de la Primera Guerra Mundial, Merano se convirtió en parte de Italia con el resto de la Provincia autónoma de Bolzano.

## Sociedad

### Distribución de idiomas
Hoy en día aproximadamente la mitad de la población de Merano tiene el alemán como lengua materna y la otra mitad el italiano.
| Distribución de idiomas  | 1991   | 2001   | 2011   |
| ------------------------ | ------ | ------ | ------ |
| Hablante nativo italiano | 49,01% | 48,01% | 49,06% |
| hablante nativo alemán   | 50,46% | 51,50% | 50,47% |
| hablante nativo ladino   | 0,53%  | 0,49%  | 0,47%  |

Antes de la aprobación del Paquete para el Sudtirol, Merano era una ciudad de mayoría italiana (58,6% en el censo de 1961).

### Religión
Una pequeña comunidad judía vive en Merano con su propia sinagoga, inaugurada en 1901, y un pequeño museo. También hay una iglesia dedicada al culto ortodoxo ruso, terminada en 1897 en la Casa Borodine, diseñada por el arquitecto Tobias Brenner y dedicada a San Nicolás taumaturgo y, desde la segunda mitad del siglo XIX, una comunidad e iglesia evangélica luterana, construida en 1885 según un diseño del arquitecto Johann Vollmer de Berlín y precedida por una casa de oración (Bethaus) de 1862, fundada por Thilo von Tschirsky en el distrito de Steinach. Una vez hubo una iglesia anglicana y una pequeña comunidad angloamericana.

### Evolución demográfica
| Gráfica de evolución demográfica de Merano entre 1811 y 2001 |
|                                                              |
| fonte ASTAT - elaborazione grafica a cura di Wikipedia       |